# آبکوهی
آبکوهی، روستایی در دهستان پیوشک بخش لیردف شهرستان جاسک در استان هرمزگان ایران است.
این روستا جنوبی ترین نقطه استان هرمزگان از لحاظ مختصات جغرافیایی و مسکونی بودن است.

## جمعیت
بر پایه سرشماری عمومی نفوس و مسکن در سال ۱۳۹۵، جمعیت این روستا برابر با ۵۷۳ نفر (۱۲۰ خانوار) بوده‌است.